# مطار دبا
مطار دبا (إياتا: BYB) هو مطار يقع في مدينة دبا البيعة، وهي مدينة ساحلية في محافظة مسندم في سلطنة عمان. تشتهر دبا بموقعها على خليج عمان وتتميز بكونها مدينة ميناء تُقسم بين سلطنة عمان ودولة الإمارات العربية المتحدة. يبعد المطار حوالي 3 كيلومترات (2 ميل) عن الخليج العربي. تحيط به تضاريس جبلية من الجنوب الغربي حتى الشمال، بالإضافة إلى تلال بعيدة تقع في الجنوب الشرقي. قد يتقاطع الاقتراب والمغادرة من المطار مع المجال الجوي لدولة الإمارات العربية المتحدة.
تقع منارة الراديو رأس الخيمة (معرّف: RAV) على مسافة 16.2 ميلاً بحرياً (30 كيلومتراً) غرب المطار.

## روابط خارجية
- تاريخ الحوادث لـ (Dibaa Airport) على شبكة سلامة الطيران.